# District de Ribáuè
Le district de Ribáuè est une subdivision administrative de la province de Nampula au nord du Mozambique.

## Source de la traduction
- (en) Cet article est partiellement ou en totalité issu de l’article de Wikipédia en anglais intitulé « Ribáuè District » (voir la liste des auteurs).